# Gare de Joigny
Ne doit pas être confondu avec Gare de Joigny-sur-Meuse.
La gare de Joigny est une gare ferroviaire française de la ligne de Paris-Lyon à Marseille-Saint-Charles, située sur le territoire de la commune de Joigny, dans le département de l'Yonne, en région Bourgogne-Franche-Comté.
Elle est mise en service en 1849 par l'État. C'est une gare de la Société nationale des chemins de fer français (SNCF), desservie par des trains TER Bourgogne-Franche-Comté.

## Situation ferroviaire
Établie à 82 m d'altitude, la gare de Joigny est située au point kilométrique (PK) 145,456 de la ligne de Paris-Lyon à Marseille-Saint-Charles, entre les gares ouvertes de Saint-Julien-du-Sault et de Laroche - Migennes.

## Histoire
À la suite des difficultés financières de la Compagnie du chemin de fer de Paris à Lyon, l'État a dû racheter la ligne de Paris à Lyon après la révolution de 1848. Il termine les travaux et met en service la station de Joigny lorsqu'il ouvre le premier tronçon de Paris à Tonnerre le 12 août 1849. En 1852, l'État rétrocède cette voie à la Compagnie du chemin de fer de Paris à Lyon (PL). La gare entre, avec la ligne, dans le giron de la Compagnie des chemins de fer de Paris à Lyon et à la Méditerranée (PLM) lors de sa création en 1857.
En 2016, selon les estimations de la SNCF, la fréquentation annuelle de la gare est de 319 608 voyageurs, ce nombre s'étant élevé à 333 402 en 2015 et à 330 365 en 2014.

## Service des voyageurs

### Accueil
Gare SNCF, elle dispose d'un bâtiment voyageurs, avec guichet, ouvert tous les jours. Elle est notamment équipée, d'automates pour l'achat de titres de transport, d'un espace d'attente et de toilettes gratuites pour les possesseurs d'un billet.

### Desserte
Joigny est desservie par des trains TER Bourgogne-Franche-Comté qui effectuent des missions entre les gares de Paris-Lyon et Laroche - Migennes ainsi qu'entre les gares de Paris-Bercy et Auxerre-Saint-Gervais ou Dijon-Ville.

### Intermodalité
Un parc pour les vélos et un parking pour les véhicules y sont aménagés.

## Service des marchandises
Cette gare est ouverte au service du fret.